# Horst Talaszus
Horst Talaszus (* 28. Januar 1936; † 7. Mai 2020) war ein deutscher Fußballspieler. Der Verteidiger im damaligen WM-System absolvierte von 1955 bis 1963 in der Berliner Stadtliga für Tasmania Berlin 197 Ligaspiele (1 Tor) und gewann mit den Blau-Weißen aus Neukölln in den Jahren 1959, 1960 und 1962 dreimal die Berliner Meisterschaft. In den Endrunden um die deutsche Fußballmeisterschaft kam er auf 14 Einsätze mit einem Tor. Den Pokalsieg in Berlin errang er mit seinem Verein vier Mal: 1958 und von 1961 bis 1963. Im ersten Jahr der zweitklassigen Regionalliga 1963/64 gewann er ein weiteres Mal die Berliner Meisterschaft. Als Tasmania im Jahr 1965/66 ohne vorherige sportliche Qualifikation der Fußball-Bundesliga angehörte, lief er bei dem chancenlosen Absteiger in neun Ligaspielen auf und beendete im Dezember 1965 seine höherklassige Laufbahn.

## Karriere
Talaszus begann seinen sportlichen Weg beim VfB Britz im Bezirk Neukölln. Mit 14 Jahren wechselte er in die Jugendabteilung von Tasmania 1900. In der Saison 1954/55 wurde er mit „Tas“ Berliner Meister der Jungliga und gehörte ab der Saison 1955/56 der Vertragsspielerelf des Stadtliga-Aufsteigers aus Neukölln an. In der Stadtliga gewann der als Hauptbrandmeister der Berliner Feuerwehr beruflich beanspruchte „Tünnes“ Talaszus mit Tasmania 1900 in den Jahren 1959, 1960 und 1962 die Meisterschaft. Die erste Saison im Vertragsspielerlager begann für den Nachwuchsspieler am 4. September 1955 mit einem 4:0-Erfolg gegen Union 06, wo er als linker Außenläufer zum Einsatz kam. Am Rundenende hatte er in seiner Debütrunde 17 Ligaspiele absolviert und „Tas“ hielt mit dem neunten Rang die Klasse. Die dritte Oberligasaison 1957/58 beendeten die Neuköllner auf Rang fünf und nichts deutete darauf hin, dass die Blau-Weißen in der nächsten Runde bei der Titelvergabe ernsthaft mitreden würden. Die Mannschaft wurde von Trainer Fritz Mauruschat betreut, und gemeinsam mit dem Spandauer SV bestimmten sie die Saison 1958/59. Die vermeintlichen Favoriten Hertha BSC, Viktoria 89 und Tennis Borussia landeten auf den Plätzen. Nach 33 Spieltagen errang Tasmania mit einem Punkt Vorsprung gegenüber Spandau die Meisterschaft. Der Höhepunkt fand am letzten Spieltag statt, als Tabellenführer Tasmania vor 35.000 Zuschauern mit 1:3 bei Hertha BSC verlor und Spandau seine plötzliche Chance durch eine 2:4-Niederlage bei Wacker 04 verschenkte. Damit stand Tasmania 1900 erstmals seit Jahrzehnten in der Endrunde um die deutsche Fußballmeisterschaft.
Das erste Spiel wurde in Dortmund im Stadion Rote Erde gegen den westdeutschen Meister Westfalia Herne ausgetragen. Vor 30.000 Zuschauern unterlag der Berliner Meister knapp mit 0:1. In der Defensive war „Tas“ mit Torhüter Hans-Joachim Posinski, dem Verteidigerpaar Hans-Jürgen Bäsler und Talaszus, sowie der Läuferreihe mit Horst Mauruschat, Eckhardt Peschke und Horst Greuel angetreten. Zum Heimspiel am 30. Mai 1959 kamen 90.000 Zuschauer in das Olympiastadion gegen den Hamburger SV. Nationalstürmer Uwe Seeler entschied das Spiel mit zwei Toren zu Gunsten des Nordmeisters. Hochdramatisch verlief das Gruppenspiel am 13. Juni gegen den späteren Finalisten Kickers Offenbach. „Tas“ führte bis zur 87. Minute mit 2:0 Toren, ehe dem OFC noch ein 3:2-Heimerfolg glückte und die Hessen deshalb vor dem HSV in das Endspiel gegen Eintracht Frankfurt einzogen. In der Endrunde 1960 war am 29. Mai das Gruppenspiel im Olympiastadion vor 88.000 Zuschauern gegen den 1. FC Köln, das mit 1:2 Toren verloren wurde, für Talaszus ein besonderes Spiel. Er bildete mit Hans-Jürgen Bäsler das Verteidigerpaar und hatte es in den Zweikämpfen als linker Verteidiger in erster Linie mit dem 54er-Weltmeister Helmut Rahn auf dem rechten Kölner Flügel zu tun. Tasmania holte gegen Pirmasens, Bremen und Köln 6:6 Punkte und zeigte, dass der Berliner Meister konkurrenzfähig war. Auch in der verkürzten Endrunde 1962 wegen der Weltmeisterschaft in Chile mit nur drei Spielen, war die 3:3-Punktebilanz der Berliner ein Achtungserfolg. Insgesamt kam Talaszus in den Endrundenspielen von 1959 bis 1962 um die deutsche Meisterschaft auf 14 Einsätze. In der Stadtliga Berlin wird er von 1955 bis 1963 mit 197 Spielen geführt. Im September/Oktober 1962 kam er zu zwei Einsätzen im Messepokal gegen DOS Utrecht und hat auch noch vier Berufungen in der Stadtauswahl von Berlin vorzuweisen.
Nach den Erfolgen im Berliner Pokal in den Jahren 1958 und 1961 bis 1963 folgten auch im DFB-Pokal beachtenswerte Auftritte in den Spielen gegen VfL Osnabrück (1:1 n. V./3:1), Fortuna Düsseldorf (HF, 1:2, gegen den Rechtsaußen Bernhard Steffen), FC Altona 93 (4:1), 1. FC Kaiserslautern (1:2 n. V. gegen Rechtsaußen Manfred Feldmüller), Eintracht Frankfurt (0:1 gegen Rechtsaußen Richard Kreß), Concordia Hamburg (3:1) und nochmals am 31. Juli 1963 bei einer 0:1-Niederlage gegen Werder Bremen mit deren Flügelspieler Gerhard Zebrowski.
Im ersten Jahr der Zweitklassigkeit in der Regionalliga, 1963/64, gewann er mit seiner Mannschaft unter Trainer Gunther Baumann die Meisterschaft und zog damit in die Bundesligaaufstiegsrunde ein. Bemerkenswert waren dabei insbesondere die zwei Spiele gegen den FC Bayern München: Am 10. Juni erkämpfte sich Tasmania ein 1:1 in München und am 24. Juni glückte ein 3:0-Heimerfolg gegen das von Trainer Zlatko Čajkovski betreute Team aus Bayern, in deren Reihen mit Torhüter Sepp Maier, Franz Beckenbauer, Herbert Erhardt, Rainer Ohlhauser, Werner Ipta und Dieter Brenninger überdurchschnittliche Könner am Ball waren. Am letzten Gruppenspieltag, den 28. Juni, verloren die Berliner beim nachfolgenden Aufsteiger Borussia Neunkirchen vor 38.000 Zuschauern im Ellenfeldstadion mit 0:1 und beendeten die Aufstiegsrundenspiele mit 6:6 Punkten. Talaszus war in allen sechs Spielen im Einsatz gewesen.
Ab der Runde 1964/65 begann die Formkurve der „langen Kerle“ von Tasmania zu sinken. Sie belegten in der Regionalliga Berlin lediglich den dritten Rang; Talaszus war nochmals in 26 Spielen aufgelaufen. Da Hertha BSC wegen finanzieller Unregelmäßigkeiten aus der Bundesliga ausgeschlossen wurde, wurde Tasmania durch einen DFB-Beschluss kurzfristig ohne sportliche Qualifikation, in die Bundesliga zur Saison 1965/66 aufgenommen. Talaszus startete mit der unzureichend vorbereiteten Tasmania am 14. August 1965 gegen den Karlsruher SC mit einem Heimspiel in die Bundesliga. 81.000 Zuschauer erlebten einen überraschenden 2:0-Erfolg durch zwei Treffer von Wulf-Ingo Usbeck. Talaszus hatte es als linker Verteidiger mit dem schnellen Horst-Dieter Berking auf Rechtsaußen des KSC zu tun gehabt. Mit der 0:5-Auswärtsniederlage am 6. November 1965 bei Titelverteidiger Werder Bremen war für den Verteidiger das Kapitel Bundesliga bereits nach neun Einsätzen unter Trainer Franz Linken beendet. Unter dessen Nachfolger Heinz-Ludwig Schmidt kam es zu keiner weiteren Berücksichtigung mehr und nach einem Disput in der Weihnachtsfeier 1965 wurde sein Vertrag aufgelöst.
Talaszus kehrte zu seinem Heimatverein VfB Britz zurück, für den er noch vier Jahre in der ersten Mannschaft spielte. Danach wirkte er noch jahrzehntelang in der AH-Elf und wurde im Juni 2004 gemeinsam mit fünf weiteren Oldies mit einem Spiel gegen Adler Mariendorf offiziell vom aktiven Fußball verabschiedet.